# 제재적 행정처분
제재적 행정처분이란 국민의 권리나 법률상 지위를 제한, 박탈, 소멸시키는 행정처분을 말한다.

## 판례
- 제재적 행정처분이 그 처분에서 정한 제재기간의 경과로 인하여 그 효과가 소멸되었으나, 부령인 시행규칙 또는 지방자치단체의 규칙(이하 이들을 ‘규칙’이라고 한다)의 형식으로 정한 처분기준에서 제재적 행정처분(이하 ‘선행처분’이라고 한다)을 받은 것을 가중사유나 전제요건으로 삼아 장래의 제재적 행정처분(이하 ‘후행처분’이라고 한다)을 하도록 정하고 있는 경우, 그러한 규칙이 법령에 근거를 두고 있는 이상 그 법적 성질이 대외적, 일반적 구속력을 갖는 법규명령인지 여부와는 상관없이, 선행처분인 제재적 행정처분을 받은 상대방은 그 처분에서 정한 제재기간이 경과하였다 하더라도 그 처분의 취소를 구할 법률상 이익이 있다.[1]